# Neuronema albadelta
Neuronema albadelta är en insektsart som beskrevs av C.-k. Yang 1964. Neuronema albadelta ingår i släktet Neuronema och familjen florsländor. Inga underarter finns listade i Catalogue of Life.